# Megaselia caledoniae
Megaselia caledoniae är en tvåvingeart som beskrevs av Borgmeier 1967. Megaselia caledoniae ingår i släktet Megaselia och familjen puckelflugor.
Artens utbredningsområde är Nya Kaledonien. Inga underarter finns listade i Catalogue of Life.